# Horace de Vere Cole
Horace de Vere Cole (anglès: William Horace de Vere Cole)  (Ballincollig, 5 de maig de 1881 - Honfleur, 25 de febrer de 1936) va ser un bromista excèntric nascut a Ballincollig, al comtat de Cork, a Irlanda. La seva broma més famosa va ser la broma de Dreadnought, on ell junt amb d'altres, es feien passar pel príncep abissini i el seu seguici, i en la que se'ls va fer un recorregut pel vaixell de la Royal Navy HMS Dreadnought.

## Biografia
Cole era fill de l'oficial de l'exèrcit britànic William Utting Cole, major de la 3a Guàrdia de Dracs que va morir de còlera a l'Índia quan el seu fill era petit. La seva mare, Mary de Vere, era neboda i hereva de Sir Stephen i Lady de Vere. Cole era un besnet del poeta anglo-irlandès Aubrey de Vere. L'avi patern d'Horaci havia guanyat la seva fortuna tractant de quinina, mentre que la família de la seva mare reclamava el parentiu amb els comtes de Vere d'Oxford i el dret al lloc de Lord Great Chamberlain d'Anglaterra. Un atac de diftèria als deu anys va afectar greument la seva audició durant la resta de la seva vida. Pocs anys després va ser enviat com a intern a l’ Eton College.
Durant la Segona Guerra Bòer, Cole va rebre l'encàrrec de lloctinent als Yorkshire Hussars, en els quals va ascendir ràpidament al rang de capità en funcions. El 2 de juliol de 1900 va ser ferit per una bala ximple i es va recuperar de ferides de metralla a l'hospital de la Creu Roja de Kroonstad fins al setembre d'aquest mateix any. Posteriorment, va ser invalidat de l'exèrcit, donant les 1800 lliures que va rebre de cobrar la seva pensió d'invalidesa al fons per a vídues de guerra i orfes.
De retorn a Anglaterra, va entrar al Trinity College de Cambridge al 1902, tot i que no va acabar la carrera.
Quan la seva àvia paterna, Jane, va morir el 1906, Cole va heretar, entre altres coses, West Woodhay House a la parròquia de West Woodhay, al sud de Berkshire. No va poder pagar el manteniment i l'any 1912 va vendre la propietat al seu oncle, Alfred Clayton Cole, que més tard es va convertir en governador del Banc d'Anglaterra.

## Bromes

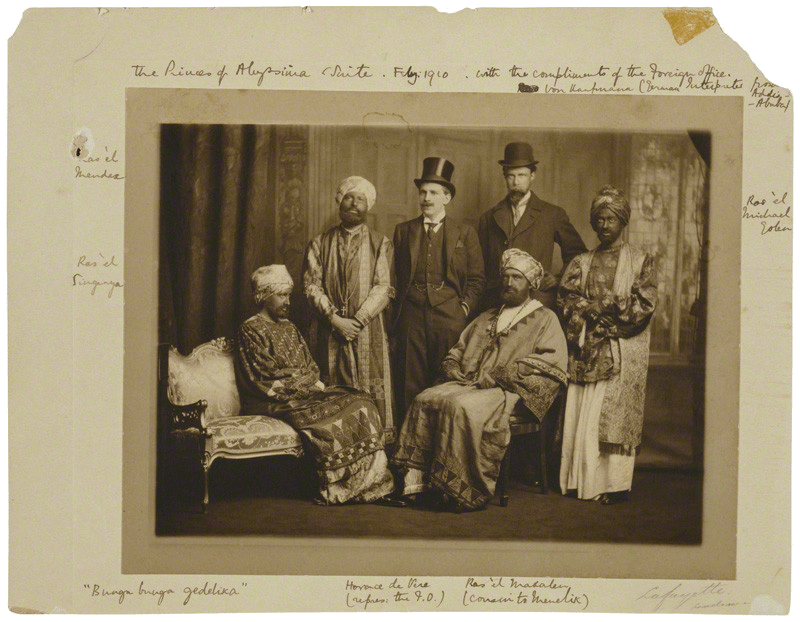
Els Hoaxers de Dreadnought a les Abyssinian regalia; d’esquerra, Virginia Stephen (més tard Virginia Woolf, assegut), Duncan Grant, Horace, Adrian Stephen, Anthony Buxton (assegut), Guy Ridley.

Com a estudiant universitari a Cambridge, Cole es feia passar per l’oncle del sultà de Zanzíbar — qui aleshores estava de visita a Londres— per fer una visita cerimonial al seu propi col·legi, acompanyat del seu amic Adrian Stephen (el germà de Virginia Woolf).
El truc més conegut de Cole va ser l’ engany de Dreadnought el 7 de febrer de 1910, quan va enganyar el capità del vaixell de guerra de la Royal Navy HMS Dreadnought perquè el portés a ell i a un grup dels seus amics, inclosa Virginia Woolf, com una delegació oficial abissiniana.
En una ocasió, Cole es passejava pels carrers amb la tetina d'una vaca a través de la mosca dels pantalons; un cop va jutjat que havia causat una indignació suficient, va tallar la protrusió amb unes tisores.
De lluna de mel amb la seva primera esposa a Itàlia, el dia d'enganyar d’abril de 1919, Cole va llençar fems de cavall a la plaça de Sant Marc de Venècia, una ciutat sense cavalls a la qual només es podia arribar amb vaixell.
Passant la major part de la seva vida posterior a Londres, Cole va executar una sèrie de bromes i accions destinades principalment a desinflar figures pomposes d’autoritat. Entre els seus objectius hi havia membres del parlament, homes de negocis de la ciutat i oficials de marina. En una ocasió va dirigir un grup d’amics amb idees semblants vestits d’obrers mentre cavaven una trinxera a través de Piccadilly. En un altre ocasió, va desafiar a un vell amic d'Eton, el recentment elegit membre conservador del parlament Oliver Locker-Lampson, a córrer-lo per un carrer de Londres fins a la cantonada més propera, donant-li un avantatge de deu jardins. Cole ja havia ficat el rellotge daurat a la butxaca del seu amic i, amb Locker-Lampson corrent endavant a tota velocitat, Cole va esperar que passessin davant d'un policia i va començar a cridar: "Atura lladre!" Locker-Lampson va ser arrestat ràpidament i es va trobar el rellotge. Després d’assaborir el moment, Cole va explicar que tot era una broma i es va dir als dos homes que continuessin el seu camí. Desafortunadament, Cole va començar a agitar el seu pal de manera perillosa, com si dirigís una banda imaginària, i els dos homes van ser arrestats i detinguts. No es va presentar cap càrrec contra Locker-Lampson, però Cole va ser declarat culpable d'una violació de la pau i va multar 5 lliures esterlines.
Segons la llegenda, Cole va organitzar una vegada una festa en què els convidats van descobrir que tots tenien la paraula "bottom" en els seus cognoms. Segons una altra història, va comprar entrades per a seients particulars en una representació teatral que considerava pretensiosa i les va distribuir a vuit homes calbs en els caps dels quals, pintats amb una sola lletra, escrivien la paraula "BOLLOCKS" (una altra font afirma que eren quatre els caps d'homes que feien la paraula FUCK), que era llegible des del cercle i les Llotges de dalt.
Amb la seva melena de cabell i bigotí erizat, a la dècada de 1920, Cole va ser confós algunes vegades amb el primer ministre laborista Ramsay MacDonald, causant consternació quan Cole va llançar un ferotge atac públic contra els laboristes. La seva germana Annie es va casar amb el futur primer ministre Neville Chamberlain, a qui Annie li va preguntar què pensava de Cole i, posteriorment, va comentar: "Estava obligat a dir què pensava, però, per sort, semblava que també era la seva opinió i ella no estava del tot inclinada a sentir-se orgullosa de la gesta del seu germà... Crec que deu estar una mica boig ".
Cole també ha estat sospitós de l'engany de Piltdown Man.

## Vida personal
El 1918, Cole es va enamorar de l'hereva irlandesa de divuit anys, Denise Lynch. A causa de la fortuna que heretaria, va ser tutelada de la Lord Canceller d'Irlanda qui va impedir-li casar-se fins als 21 anys. Lynch va ser finalment alliberat del consell i es va casar amb Cole el 30 Setembre de 1918 a Dublín. Posteriorment va donar a llum una filla, Valerie, però el matrimoni va fracassar el 1928 i es va exiliar voluntàriament a França, després de perdre tots els seus diners en l'especulació de terres a canada. El 1931 es va casar amb una antiga criada i cambrera del restaurant indi Veeraswamy, Mabel Winifred Mary Wright (més tard Mavis Wheeler, 1908-1970) que l'any 1935 va donar a llum un fill, Tristan de Vere Cole, que era fill natural del artista Augustus John.
Cole va morir d'un atac de cor a Honfleur, França l'any següent, i va ser enterrat a West Woodhay.
Més tard, Mabel es va casar amb l'arqueòleg Mortimer Wheeler, que després es va divorciar d'ella per motius d'adulteri amb Lord Vivian.